# Margaret Field
Margaret Field, nome d'arte di  Margaret Joy Morlan, (Houston, 10 maggio 1922 – Malibù, 6 novembre 2011) è stata un'attrice statunitense famosa per aver lavorato in due noti film di fantascienza, The Man from Planet X (1951) e Captive Women (1952) e in diverse serie televisive.

## Biografia

### Primi anni
Margaret Joy Morlan nacque il 10 maggio 1922 a Houston, in Texas, figlia di Joy Beatrice (nata Bickeley) e Wallace Miller Morlan.
Successivamente, negli anni trenta del XX secolo, la sua famiglia si trasferì a Pasadena, in California.

### Carriera
Venne scoperta al Pasadena Playhouse dal talent scout Milton Lewis della Paramount Pictures. Dopo un provino cinematografico di successo, le fu offerto un contratto di 18 mesi. Mentre già recitava in alcuni film, frequentò il Pasadena Junior College, studiando canto e recitazione.
Ha esordito come attrice non accreditata nel 1945 nel film Mascherata al Messico di Mitchell Leisen. Dopo aver recitato in diversi film sempre non accreditata, nel 1948 recitò accreditata in Il tempo si è fermato di John Farrow.
Altri film nei quali ha recitato sono stati Codice d'onore (1948), Sansone e Dalila (1949), It's a Small World (1950), The Man from Planet X (1951), Gli occhi che non sorrisero (1952), Captive Women (1952), Sogno di Bohème (1953) e Desiderio nella polvere (1960).
È apparsa anche in diverse serie televisive, tra cui Il cavaliere solitario,  Lux Video Theatre, Climax!, Scienza e fantasia, Crossroads, Carovane verso il west, Gli intoccabili, Perry Mason, Ai confini della realtà, Bonanza, F.B.I. e Io e i miei tre figli.

### Vita privata
Il 7 aprile 1942, Margaret Field sposò Richard Dryden Field, un ufficiale dell'esercito, ed ebbe due figli con lui: l'attrice Sally Field e il fisico Richard D. Field. La coppia divorziò il 29 novembre 1951.
Il 21 gennaio 1952, la Field sposò l'attore Jock Mahoney a Tijuana, in Messico, e da allora in poi recitò col nome d'arte di Maggie Mahoney. I due ebbero una figlia, Princess, regista di serie televisive tra cui E.R. - Medici in prima linea e Shameless. La Field e Mahoney divorziarono nel giugno 1968.

### Morte
Margaret Field è morta di cancro nella sua casa di Malibù, in California, il 6 novembre 2011, nel giorno del 65° compleanno di sua figlia Sally.

## Filmografia

### Cinema
- Mascherata al Messico (Masquerade in Mexico), regia di Mitchell Leisen (1945) Non accreditata
- The Little Witch, regia di George Templeton - cortometraggio (1945) Non accreditata
- Our Hearts Were Growing Up, regia di William D. Russell (1946) Non accreditata
- Double Rhythm, regia di George Templeton - cortometraggio (1946) Non accreditata
- Cieli azzurri (Blue Skies), regia di Stuart Heisler e Mark Sandrich (1946) Non accreditata
- La donna di quella di notte (The Imperfect Lady), regia di Lewis Allen (1946) Non accreditata
- Ladies' Man, regia di William D. Russell (1947) Non accreditata
- Bagliore a mezzogiorno (Blaze of Noon), regia di John Farrow (1947) Non accreditata
- Benvenuto straniero! (Welcome Stranger), regia di Elliott Nugent (1947) Non accreditata
- La storia di Pearl White (The Perils of Pauline), regia di George Marshall (1947) Non accreditata
- Jingle, Jangle, Jingle, regia di Jerry Hopper - cortometraggio (1948)
- Il tempo si è fermato (The Big Clock), regia di John Farrow (1948)
- Footlight Rhythm, regia di Billy Daniel - cortometraggio (1948)
- Codice d'onore (Beyond Glory), regia di John Farrow (1948)
- Tropical Masquerade, regia di Alvin Ganzer - cortometraggio (1948)
- La notte ha mille occhi (Night Has a Thousand Eyes), regia di John Farrow (1948) Non accreditata
- Isn't It Romantic, regia di Norman Z. McLeod (1948) Non accreditata
- Viso pallido (The Paleface), regia di Norman Z. McLeod (1948) Non accreditata
- La mia amica Irma (My Friend Irma), regia di George Marshall (1949)
- Ultimatum a Chicago (Chicago Deadline), regia di Lewis Allen (1949)
- Sansone e Dalila (Samson and Delilah), regia di Cecil B. DeMille (1949) Non accreditata
- La mia vita per tuo figlio (Paid in Full), regia di William Dieterle (1950) Non accreditata
- La gioia della vita (Riding High), regia di Frank Capra (1950) Non accreditata
- It's a Small World, regia di William Castle (1950)
- A Modern Marriage, regia di Paul Landres e Ben Parker (1950)
- The Du Pont Story, regia di Wilhelm Thiele (1950) Non accreditata
- The Man from Planet X, regia di Edgar G. Ulmer (1951)
- The Dakota Kid, regia di Philip Ford (1951)
- Take Care of My Little Girl, regia di Jean Negulesco (1951) Non accreditata
- Yukon Manhunt, regia di Frank McDonald (1951)
- Chain of Circumstance, regia di Will Jason (1951)
- The Valparaiso Story, regia di Frank R. Strayer (1951)
- For Men Only, regia di Paul Henreid (1952)
- Gli occhi che non sorrisero (Carrie), regia di William Wyler (1952) Non accreditata
- The Story of Will Rogers, regia di Michael Curtiz (1952)
- Captive Women, regia di Stuart Gilmore (1952)
- La grande sparatoria (The Raiders), regia di Lesley Selander (1952)
- Sogno di Bohème (So This Is Love), regia di Gordon Douglas (1953)
- La città corrotta (Inside Detroit), regia di Fred F. Sears (1956)
- Robin Hood del Rio Grande (Blackjack Ketchum, Desperado), regia di Earl Bellamy (1956)
- Slim Carter, regia di Richard Bartlett (1957)
- Desiderio nella polvere (Desire in the Dust), regia di William F. Claxton (1960)

### Televisione
- Il cavaliere solitario (The Lone Ranger) – serie TV, 1 episodio (1950)
- Squadra mobile (Racket Squad) – serie TV, 1 episodio (1951)
- Fireside Theatre – serie TV, 3 episodi (1951-1952)
- Le avventure di Rex Rider (The Range Rider) – serie TV, 4 episodi (1951-1953)
- Personal Appearance Theater – serie TV, 1 episodio (1952)
- Death Valley Days – serie TV, 1 episodio (1953)
- Your Favorite Story – serie TV, 1 episodio (1953)
- Lux Video Theatre – serie TV, 1 episodio (1953)
- Campbell Playhouse – serie TV, 1 episodio (1953)
- Chevron Theatre – serie TV, 2 episodi (1953)
- I segreti della metropoli (Big Town) – serie TV, 1 episodio (1954)
- Cavalcade of America – serie TV, 1 episodio (1954)
- The Lone Wolf – serie TV, 1 episodio (1954)
- Le avventure di Gene Autry (The Gene Autry Show) – serie TV, 2 episodi (1954)
- Climax! – serie TV, 1 episodio (1954)
- Waterfront – serie TV, 3 episodi (1954)
- Studio 57 – serie TV, 1 episodio (1955)
- The Whistler – serie TV, 2 episodi (1954-1955)
- Front Row Center – serie TV, 1 episodio (1955)
- Scienza e fantasia (Science Fiction Theatre) – serie TV, 1 episodio (1955)
- Scattergood Baines, regia di Lew Landers – film TV (1955)
- Kings Row – serie TV, 1 episodio (1956)
- Schlitz Playhouse of Stars – serie TV, 6 episodi (1952-1956)
- Crossroads – serie TV, 2 episodi (1956)
- La stanza di papà (Make Room for Daddy) – serie TV, 1 episodio (1957)
- Letter to Loretta – serie TV, 2 episodi (1954-1957)
- Navy Log – serie TV, 1 episodio (1957)
- Code 3 – serie TV, 2 episodi (1957)
- The Walter Winchell File – serie TV, 1 episodio (1957)
- Goodyear Theatre – serie TV, 1 episodio (1958)
- Carovane verso il west (Wagon Train) – serie TV, 1 episodio (1958)
- Tombstone Territory – serie TV, 1 episodio (1958)
- Il tenente Ballinger (M Squad) – serie TV, 2 episodi (1958)
- Yancy Derringer – serie TV, 3 episodi (1958)
- Cool and Lam, regia di Jacques Tourneur – film TV (1959)
- Westinghouse Desilu Playhouse – serie TV, 1 episodio (1959)
- Adventure Showcase – serie TV, 1 episodio (1959)
- Gli intoccabili (The Untouchables) – serie TV, 1 episodio (1959)
- U.S. Marshal – serie TV, 1 episodio (1959)
- Perry Mason – serie TV, 2 episodi (1959-1960)
- Tightrope – serie TV, 1 episodio (1960)
- Alcoa Theatre – serie TV, 1 episodio (1960)
- The Rebel – serie TV, 1 episodio (1960)
- The Westerner – serie TV, 1 episodio (1960)
- Lawman – serie TV, 1 episodio (1961)
- Las Vegas Beat, regia di Bernard L. Kowalski – film TV (1961)
- The Dick Powell Show – serie TV, 1 episodio (1962)
- Ai confini della realtà (The Twilight Zone) – serie TV, 1 episodio (1963)
- Bonanza – serie TV, 1 episodio (1966)
- Operazione ladro (It Takes a Thief) – serie TV, 1 episodio (1968)
- Adam-12 – serie TV, 1 episodio (1968)
- F.B.I. (The F.B.I.) – serie TV, 1 episodio (1968)
- Io e i miei tre figli (My Three Sons) – serie TV, 1 episodio (1969)
- To Rome with Love – serie TV, 1 episodio (1971)
- The Stranger, regia di Lee H. Katzin – film TV (1973) Non accreditata

## Doppiatrici italiane
Nelle versioni in italiano delle opere in cui ha recitato, Margaret Field è stata doppiata da:
- Franca Dominici in La grande sparatoria
- Fiorella Betti in Desiderio nella polvere